# Pseudophilotes panoptes
Pseudophilotes panoptes es un lepidóptero diurno endémico de la península ibérica perteneciente a la familia Lycaenidae. 
Es un licénido pequeño (18 a 24mm de envergadura alar), con una coloración azul grisácea y dimorfismo sexual. Se alimenta principalmente de tomillo y se encuentra en hábitats donde abunda esta planta, desde la costa hasta los 2500 m de altitud. 

## Posición filogenética
Pseudophilotes panoptes es una mariposa de la familia Lycaenidae del género Pseudophilotes, que incluye ocho especies distintas (P. abencerragus, P. panoptes y P. baton, presentes en la península ibérica, y P. barbagiae, P. bavius, P. panope, P. sinaicus y P. vicrama) distribuidas por Europa, Asia y el norte de África.
A su vez, este género se incluye en la familia Lycaenidae (la segunda más diversa dentro de la superfamilia Papilionoidea), que se caracteriza por presentar tres grandes tribus: Polyommatinae (“blues”, donde se incluye P. panoptes), Lycaeninae (“hairstreaks”) y Theclinae (“coppers”).
La separación específica de Pseudophilotes baton es muy controvertida. Durante más de un siglo, P. panoptes se consideró taxón subespecífico de P. baton, siendo por lo tanto P. baton panoptes. Higgins & Riley (1980) la clasificaron por primera vez como especie en su guía "A Field Guide to the Butterflies of Britain and Europe”, basándose en factores morfológicos externos y en ligeras diferencias en sus genitalias. Actualmente, a pesar de algunas reticencias, la mayoría de autores reconoce el estatus de especie de Pseudophilotes panoptes como el adecuado.

## Distribución y hábitat
Este lepidóptero es endémico de la península ibérica (España y Portugal) y se encuentra distribuido ampliamente en el centro y sur del territorio, donde predomina el clima mediterráneo. Se encuentra desde zonas próximas a la costa hasta zonas de más de 2.500 m de altitud. Es frecuente encontrarlo formando colonias aisladas de pequeño tamaño poblacional. Esta distribución fragmentada sugiere que puede existir una dinámica de metapoblaciones, con extinciones y recolonizaciones de fragmentos de hábitats.
P. panoptes presenta una estrecha relación con sus plantas nutricias: los imagos visitan asiduamente las flores y la puesta de los huevos se realiza sobre flores y hojas. Por este motivo, hay una especialización en la selección de hábitats concretos. Así pues, P. panoptes se sitúa en zonas donde abundan sus plantas nutricias, que suelen ser zonas de matorral bajo sin gran porte ni arbolada, con afloramientos rocosos y, además, una intensidad de pastoreo elevada.
El pequeño tamaño poblacional y su escasa capacidad de dispersión hacen que este lepidóptero sea muy sensible a las alteraciones antrópicas de su hábitat. De hecho, su distribución restringida y fragmentada posiblemente se deba al manejo antrópico de bosques y pastizales durante los últimos siglos. Además, se sabe que su distribución global puede ser explicada por las variables climáticas, por lo que los modelos alertan del peligro de este lepidóptero frente al cambio climático.

## Descripción morfológica
Este pequeño licénido tiene una envergadura alar de entre 18 y 24 mm.  Presenta las fimbrias o flecos claramente ajedrezados, con las manchas negras completas y de igual tamaño que las blancas.
El reverso de las alas es gris parduzco claro, con una banda marginal negra de anchura variable y un patrón de puntos negros muy marcados en la zona submarginal. Estas manchas negras están bordeadas de blanco y tienen una forma más o menos triangular. En algunos individuos, la zona submarginal de las alas posteriores también presenta una línea de puntos anaranjados muy tenue, prácticamente residual.
Existe cierto dimorfismo sexual en el anverso de las alas, siendo los machos de color azul grisáceo oscuro y las hembras de color pardo oscuro y con la zona basal azulada. En ambos casos vemos un punto negro discoidal ubicado en el centro de las alas anteriores que, a diferencia de Pseudophilotes abencerragus, no presenta ribetes blancos.
La oruga de P. panoptes es rechoncha y presenta una coloración verde con líneas blancas y violáceas.

## Fenología
P. panoptes es un lepidóptero diurno y univoltino, con una fase adulta realmente corta (3-4 semanas): inicia el periodo de vuelo a partir de marzo y permanece activa hasta finales de mayo —o principios de junio, cuando se encuentra por encima de los 1500m—, aunque los picos de mayor emergencia coinciden con los primeros días de abril.
La fase de crisálida, en cambio, dura 300 días aproximadamente. En este tiempo se produce la estivación y posterior hibernación o diapausa invernal, momento de mayor vulnerabilidad frente a la deshidratación, congelación y ataque por parasitoides, depredadores o enfermedades. 
Las temperaturas extremas prolongadas en el tiempo pueden producir la muerte de las crisálidas por deshidratación (temperaturas altas) o congelación (temperaturas bajas), y como consecuencia los efectivos de la siguiente generación disminuyen. Además, las crisálidas necesitan acumular una serie de horas de frío para que se de la emergencia del imago, por lo que un invierno suave puede alargar la diapausa un año más, lo cual reduce las posibilidades de éxito. 
Por otra parte, la precipitación anual también es importante para el desarrollo de las orugas y la conservación de las fases preimaginales durante la diapausa, ya que mantiene la humedad que estas necesitan. Además, afecta de forma directa al desarrollo de las plantas nutricias: en un año con sequía las plantas crecen menos o florecen con antelación y durante un periodo más corto, lo cual condiciona la supervivencia de las orugas.

## Comportamiento

### Alimentación
Estas mariposas son herbívoras y tienen una interacción obligada con sus plantas nutricias, con las que presentan un alto grado de especificidad. P. panoptes consume varias especies diferentes de tomillo (Thymus mastichina, Thymus serpilum, Thymus villosus, Thymus zygis, Thymus orospedanus, Thymus granatensis, Thymus sygis spp gracilis y Thymus vulgaris). No se descarta que pueda consumir especies de otros géneros, como Thymbra capitata y Satureja montana.

### Mirmecofília
P. panoptes presenta una asociación mirmecófila facultativa laxa con hormigas de las especies Camponotus cruentatus, Camponotus piceus, Crematogaster auberti y Lasius grandis.
En esta interacción, las larvas de P. panoptes atraen a las hormigas mediante estímulos químicos y acústicos, por ejemplo, mimetizando rasgos de las feromonas de las larvas de las hormigas. De este modo consiguen suprimir la agresión por parte de las hormigas y obtienen su protección ante depredadores y parásitos. Las hormigas, a cambio, son recompensadas con las secreciones nutritivas que produce la larva, formadas principalmente por carbohidratos y aminoácidos. 
La larva de P. panoptes presenta adaptaciones defensivas morfológicas relacionadas con la mirmecofilia: cutícula unas veinte veces más gruesa, cúpulas perforadas (estructuras con forma de disco y un círculo central con perforaciones secretoras), tentáculos (órganos evaginables con sedas ramificadas en la parte más distal) y capacidad de retracción de la cabeza bajo el tórax.
Además, presentan la glándula de Newcomer, que se encuentra en la zona dorsal y central del séptimo segmento abdominal y es la encargada de secretar las sustancias azucaradas de las que se alimentan las hormigas. La presencia de esta glándula aumenta sustancialmente el número de hormigas que atienden a las larvas y permite que se establezcan asociaciones duraderas. 
La atención por parte de las hormigas es mayor a partir del tercer estadio de la larva, lo cual está relacionado con la actividad de los órganos mirmecófilos. Además, se ha observado que las hormigas prefieren las secreciones producidas por la larva antes que las que produce la planta, puesto que las primeras son más ricas en aminoácidos.

### Emisión de sonido
Las larvas de P. panoptes emiten sonidos, que se asemejan a un tamborileo o repiqueteo, como respuesta a las perturbaciones. Estas señales acústicas se producen tanto en reposo como en movimiento, aunque son más intensas durante los desplazamientos.
Los sonidos están formados por sílabas simples (duración de 32.7±14.6 ms) y tienen un espectro de frecuencias comprendido entre 100 y 1200 Hz. A pesar de encontrarse dentro del espectro audible del ser humano, los sonidos emitidos por la larva de P. panoptes son difíciles de identificar, puesto que tienen muy poca amplitud.
El método de producción sonora en las larvas de P. panoptes se desconoce. Por otra parte, las pupas no son capaces de emitir sonidos, y no presentan aparato estridulador, a diferencia de otras especies de su mismo género. Algunos autores consideran que la producción de sonido puede estar relacionada con la mirmecofilia. Sin embargo, parece ser que originalmente el sonido tendría un carácter defensivo y posteriormente se utilizó para otras funciones. Esta segunda hipótesis es respaldada por las características de P. panoptes, que pese a ser una especie mirmecófila no presenta aparato estridulador en la fase de pupa.